# 劉順 (城陽王)
劉 順（りゅう じゅん）は、紀元前1世紀、古代中国の前漢時代の城陽王である。生年不明、没年は甘露3年（紀元前51年）。死後荒王（こうおう）と諡された。
父は城陽王の恵王劉武。子に劉恢、劉弘、劉顕、劉丘、劉山、劉文、劉勲、劉佼、劉談、劉光、劉根、劉淵、劉勝、劉勇、劉憲がいた。
劉順は父の死後、天漢4年（紀元前97年）に城陽王を嗣いだ。46年後の甘露3年（紀元前51年）に死に、子の劉恢が後を嗣いだ。事績は伝わらないが、荒王の諡は良い意味ではない。